# Democratic People’s Liberation Front
Die Democratic People’s Liberation Front (DPLF, Tamil ஜனநாயக மக்கள் விடுதலை முன்னணி, „Demokratische Volksbefreiungsfront“) ist eine 1988 gegründete, registrierte politische Partei in Sri Lanka. Sie ist der politische Arm der People’s Liberation Organisation of Tamil Eelam (PLOTE).

## Geschichte
Die DPLF wurde durch die PLOTE gegründet, nachdem letztere in den vorangegangenen Jahren durch die Aktionen der Liberation Tigers of Tamil Eelam (LTTE) einen großen Teil ihrer Führungskader eingebüßt hatte. Ideologisch vertrat die DPLF die Standpunkte der PLOTE – einen tamilischen Nationalismus sowie eine marxistisch-leninistische Politikauffassung. Die DPLF beteiligte sich mehrfach an Parlamentswahlen in Sri Lanka. 1989 kandidierte sie in den Wahlkreisen Nuwara Eliya und Jaffna und gewann landesweit 0,33 % der Stimmen. Bei der Wahl 1994 trat die DPLF in einer Koalition mit EROS und TELO an. Die DPLF kandidierte nur im Wahlkreis Vanni und gewann dort 11.567 Stimmen (27,4 %) und drei Mandate (landesweiter Anteil 0,15 %). Bei den folgenden Wahlen kandidierte die DPLF wieder alleine und gewann kein weiteres Mandat, außer bei der Wahl 2001, wo ein Kandidat im Wahlkreis Vanni erfolgreich war. Das politische Gewicht der DPLF nahm praktisch kontinuierlich ab.

## Wahlergebnisse
| Jahr | Wahl                | Stimmen | Prozent | Parlamentssitze |
| ---- | ------------------- | ------- | ------- | --------------- |
| 1989 | Parlamentswahl 1989 | 18.502  | 0,33 %  | 0               |
| 1994 | Parlamentswahl 1994 | 11.567  | 0,15 %  | 3               |
| 2000 | Parlamentswahl 2000 | 20.848  | 0,24 %  | 0               |
| 2001 | Parlamentswahl 2001 | 16.669  | 0,18 %  | 1               |
| 2004 | Parlamentswahl 2004 | 7.326   | 0,08 %  | 0               |
| 2010 | Parlamentswahl 2010 | 6.036   | 0,08 %  | 0               |
| 2015 | Parlamentswahl 2015 | k. A.   | k. A.   | 2               |

1. 1 2  Bei der Parlamentswahl 2015 kandidierten die Kandidaten der DPLF im Rahmen der Tamil National Alliance (TNA), weswegen ihr genauer Stimmenanteil nicht anzugeben ist.